# 井野拓也シリーズ
『井野拓也シリーズ』（いのたくやシリーズ）は、1992年から1993年までテレビ朝日系「土曜ワイド劇場」で放送されたテレビドラマシリーズ。全2回。主演は西郷輝彦。

## キャスト
井野拓也
演 - 西郷輝彦
警視庁捜査一課の警部。

### ゲスト
第1作「伊勢志摩密封死体の女」（1992年）
- 愛知登美子（大日本重工の社長秘書） - 沖直美
- 殿村（浜島署の刑事） - 左右田一平
- 警視庁捜査一課長 - 前田昌明
- 風野京子（井野の昔の恋人） - 高樹沙耶
- 堀井公彦（晃子の交際相手・大日本重工の社長の息子） - 岡野進一郎
- 井野晃子（井野の妹） - 若山幸子
- 堀井太刀郎（大日本重工の社長・公彦の父） - 奥野匡
- 堀井家の植木職人 - 藤田啓而
- 登美子の母の友人 - 菅原チネ子
- レイコ（公彦の婚約者） - 塚田きよみ
- 生田英夫（太刀郎の運転手） - 時本和也
- 井野の後輩刑事 - 吉満涼太
- ブティックの店員 - 藤井映子
- 堀井家のお手伝い - 情野真由美
- ブティックで服を買った女 - 大越弥生
- 矢田裕貴、平田桃介、皇本武蔵、まさき博人、谷口敦、伊藤竜也、玉野井直樹、柴田林太郎

第2作「木曽路殺人事件」（1993年）
- 野口利幸（医師） - 荻島真一
- 米谷雄二（ルポライター） - 河原崎次郎
- 東健太郎（元刑事・井野の先輩） - 塚本信夫
- 栗山和哉（セールスマン） - 柴田林太郎
- 杉本刑事（中木曽署の刑事） - 二瓶鮫一
- 東美穂子（東の娘） - 岩崎良美
- 潮秀政（世田谷南署の刑事） - 中村繁之
- 植木捜査一課長 - 勝部演之
- 村上早苗（看護婦） - 麻生真宮子
- 岸川刑事（世田谷南署の刑事） - 前川哲男
- 世良敬（ローン会社の社長） - 望月太郎
- 土産物屋の女将 - 金沢喜久子
- 刑事 - 亀井三郎、野口敏郎
- フロント係 - 川田しのぶ
- マンションの管理人 - 田中孝雄
- 小嶋裕子、杉原あつ子、大平英輝、栗田もと子

## スタッフ
- 原作 - 福田洋
- 脚本 - 長野洋、井川公彦
- 監督 - 小林俊一
- 音楽 - 津島利章
- プロデューサー - 山際芳夫、大井素宏
- 制作 - テレビ朝日、彩の会

## 放送日程
| 話数 | 放送日         | サブタイトル                                                                | 原作         | 脚本            | 監督     | 視聴率 |
| ---- | -------------- | --------------------------------------------------------------------------- | ------------ | --------------- | -------- | ------ |
| 1    | 1992年05月23日 | 伊勢志摩密封死体の女 英虞湾に消えた妹の秘密                                 | 『密封死体』 | 長野洋          | 小林俊一 | 12.8%  |
| 2    | 1993年11月13日 | 木曽路殺人事件 妻篭－岐阜恵那峡、殺人トリックが女を招く! 盗聴テープの震え声 |              | 長野洋 井川公彦 | 小林俊一 | 18.1%  |